# Razia Ku Klux Klan din Inglewood

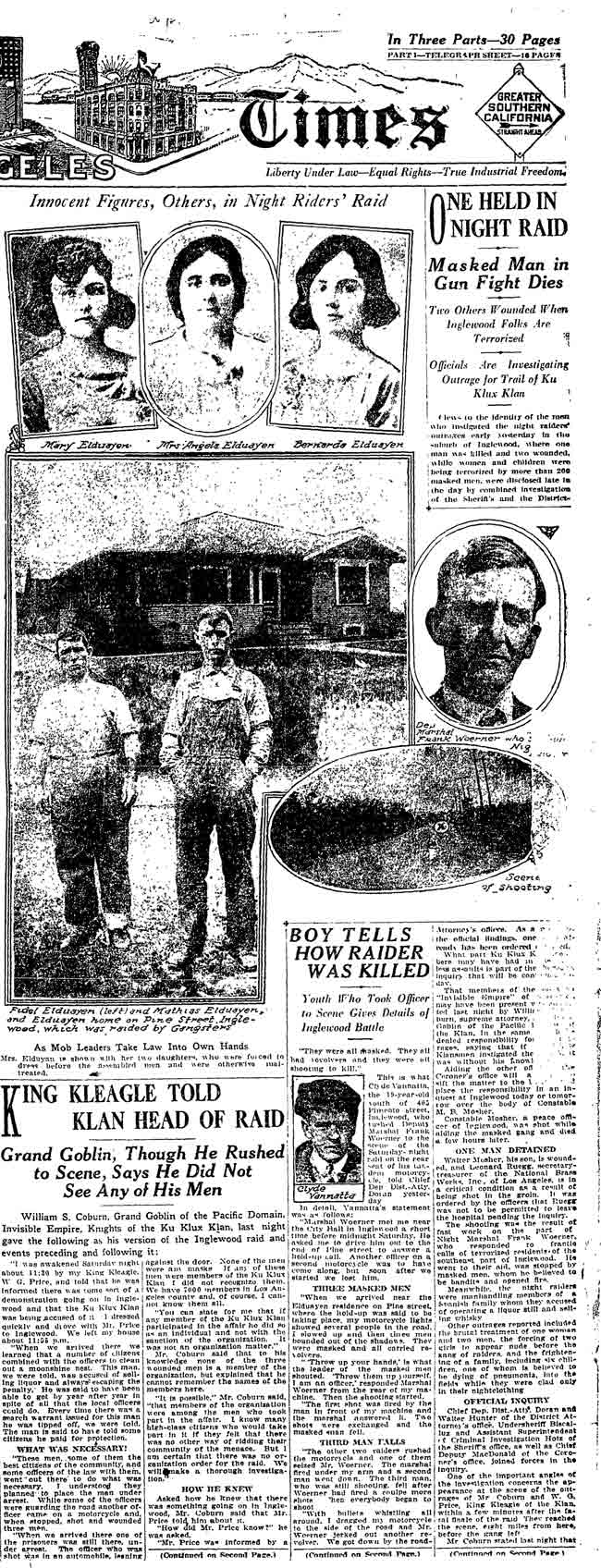
Prima pagină a ziarului Los Angeles Times. Luni, 24 aprilie 1922.

Punctul culminant al activității organizației Ku Klux Klan în Inglewood, California, a avut loc pe 22 aprilie 1922, când 37 de bărbați - majoritatea mascați - au fost arestați și judecați pentru o razie nocturnă împotriva unei persoane suspectate de trafic de alcool și familie sale. În urma acestei manevre, unul dintre vinovați - polițist în Inglewood - a fost ucis. Juriul i-a găsit „nevinovați” pe toți reclamații. Conform Los Angeles Times, evenimentul a condus la interzicerea organizației în California. O fracțiune a supraviețuit în Inglewood până în octombrie 1931.

## Persoanele implicate

### Persoanele principale
- Fidel și Angela Elduayen, identificat ca fiind de origine spaniolă, deși un raport din 1999 precizează că erau basci[5], și copiii acestora (Bernarda, 13, și Mary, 15). Aceștia locuiau pe Pine Avenue, Inglewood, alături de Mathias Elduayen, fratele lui Fidel.
- Medford B. Mosher, agent al legii în Inglewood, ucis prin împușcare.[5]
- Frank Woerner, șef de poliție în Inglewood (unele surse îl identifică drept angajat al „poliției rutiere”[5]), cel care l-a ucis pe Mosher și a rănit alte două persoane.
- Leonard Ruegg, rănit de Woerner.[6]
- Walter Mosher, fiul lui Medford B., rănit.[7]
- Clyde Vannatta, în vârstă de 19 ani, este cel care l-a condus pe Woerner la fața locului cu ajutorul unei motociclete.[5][7]
- Nicholas Neal, în vârsta de 17 ani, este cel care l-a condus pe Woerner în zona în care a avut loc spânzurarea și este cel care a furnizat funia.

### Pârâții
- Nathan A. Baker, Kleagle al Ku Klux Klan, s-a îmbolnăvit și nu a participat la proces.[8]

- H.B. Beaver, antreprenor de pompe funebre, în a cărui capelă a fost plănuit raidul, unde a fost realizată ancheta medicului legist și zona realizării ultimelor ceremonii dedicate lui Medford Mosher.[6][9]
- William S. Coburn, fost Grand Goblin al Klanului de pe Coasta Pacificului, s-a reîntors din Georgia pentru a lua parte la proces.[8]
- Walter E. Mosher, fiul lui M.B.Mosher.[8]
- Gus W. Price[4], King Kleagle al KKK în California.[8]
- W.A. Alexander, contractor al Huntington Park; R.D. Aylsworth, inginer în Inglewood; C.J. Brown, implicat în afaceri imobiliare în Venice; L.L. Bryson, farmacist în Huntington Park; J.G. Baum, implicat în afaceri imobiliare în Inglewood; Charles Casto, comic din Venice; Nathan H. Cherry, inspector din Inglewood; M.D. Hurlburt, curățător din Bell; William Hall, transfer man of Inglewood; Warren Hall,contractor în Inglewood; J.R. Hamilton, mașinist în Huntington Park; Thomas H. Jennings, vânzător de mașini în Inglewood; Frank C. Lemon, vânzător în Bell; Gustav Leonhardt, contractor în Venice; Harvey C. Leavitt, implicat în industria cinematografică în Los Angeles; Roy Mears,comic în Venice; H.A. McCallister, implicați în afaceri imobiliare, Inglewood; William Mitchell or Michel, reparator în Redondo; W.B. Moll, implicat în industria cinematografică în Los Angeles; Leonard Ruegg din Inglewood; E.J. Robichaux, implicat în afaceri imobiliare în Inglewood; Joseph P. Reed, vânzător în Huntington Park; E.E. ReId, raparator în Redondo; W.D. Record, inginer în Inglewood; Earnest M. Schultz din Santa Monica; Thomas E. Truelove, găinar în Inglewood; Walter Harrison Ulm, conductor în Inglewood; H.A. Waite, garajist în Inglewood; E.M. sau F.M. Walton, polițist în Bell; M.L. Whaley, proprietar al unui magazin de mașini în Venice; Russell Williams, implicat în industria cinematografică în Los Angeles și James P. Williams, pictor Culver City.[8][10]

### În sala de judecată
- Paul Barksdale D'Orr, avocatul principal al acuzaților.[8]
- William C. Doran, avocatul districtului, reprezentant al Comitatului Los Angeles în cadrul investigației medicului legist.[6][10]
- Raymond I. Eurney, adjunctul avocatului din districtul LA.[8]
- R.W.George, membru al juriului, cel care i-a pus sub acuzare pe pârâți.[10]
- Judecătorul Frederick W. Houser, responsabil cu procesul.[8]
- Asa Keyes, adjunct al avocatului din district.[8]
- John t. Mulligan, avocatul lui W.B. Coburn.
- Frank D. Parent, membru al juriului medicului legist și mai târziu judecător.[9] Ceilalți membri  din juriu erau George G. Clarken; F.J. Maher, Fred U.S. Hughes, J.A. Griffith și S.S. Lee.[7]
- Clarence J. Reed, membru al juriului.[8]
- Ofițerul Blake B. Shambeau, martor care a declarat că raidul a fost planificat într-o întâlniare a KKK[6]; acesta nu a fost prezent când a avut loc raidul.[7]
- Judecătorul Curții Supreme Willis, înlocuindu-l pe judecătorul Houser.[7]
- Avocatul districtului din Comitatul LA, Thomas L. Woolwine.[6]
- Arthur B. Yorba, funcționar.[8]

## Cronologie

### Planificarea

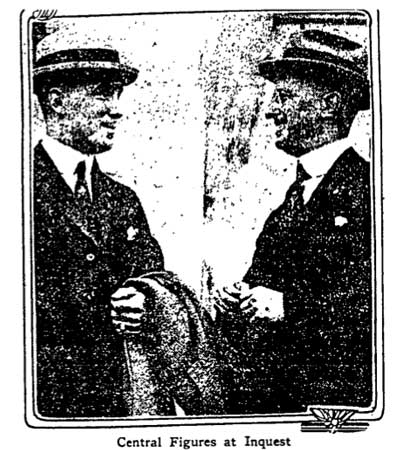
Membrii KKK Gus W. Price și William S. Coburn. Los Angeles Times

Shambeau, ofițer de poliție, a declarat în fața juriului medicului legist că a avut o conversație cu unii cetățeni din Inglewood cu privire un posibil raid cu câteva zile înainte ca evenimentul să aibă loc. N.A. Baker, membru KKK, a fost însărcinat cu planificarea unei întâlniri în casa funerară a lui Beaver pe 21 aprilie; întâlnirea a început cu o rugăciune și apoi a fost depus un jurământ de credință față de Klan. Despre familia Elduayen s-a spus în cele din urmă că ar fi traficanți de alcool vinovați de moartea unei persoane și orbirea alteia. Un jurnalist al Los Angeles Examiner a mărturisit în cadrul anchetei legiste că grupului i s-a adus la cunoștință de către „șef” că „nu vor exista înjosiri”. Shambeau a declarat la proces că cei care au luat parte la razie „nu au avut suficiente robe pentru a ataca” și un „sector mexican în care băutura era creată”; la ordinul lui Baker, batiste de culoare albă urmau să fie plasate pe radiatoarele automobilelor (pentru identificare) și utilizate de către atacatori pentru a-și ascunde identitatea.

### Razia
În următoarea noapte, sâmbătă, 22 aprilie 1922, un grup de 20-25 de bărbați din Inglewood, Huntington Park, Los Angeles, Venice și Redondo Beach s-au adunat în Titan Garage în Inglewood. Conform declarației lui Shambeau, printre cei prezenți erau H.B. Beaver, H.A. Wait, Thomas Jennings și Dr. Ed Campbell. Aceștia s-au îndreptat spre Pine Avenue unde au adunat o grupare de 50-200 de oameni (estimările variază), majoritatea mascați, în apropierea casei lui Fidel și Angela Elduayen. O parte din aceștia au intrat prin efracție în imobil în timp ce ceilalți au rămas în curte, au intrat în grajd sau au păzit străzile. Fidel Elduayen a declarat în ancheta legistă că el și Mathias au fost sechestrați, legați și amenințați cu moartea. După niște focuri de armă, au fost duși prima dată în închisoarea din Inglewood și apoi în cea din Redondo Beach, unde au încercat să-i predea autorităților, însă au fost refuzați. 
Într-o casa din apropiere, un „japonez” pe nume T Shitara a telefonat la poliția din Inglewood unde a raportat evenimentul; primul său apel către „polișistul orașului” a fost nereușit. Al doilea apel a fost la biroul șerifului. Frank Woerner a fost cel care s-a prezentat la fața locului cu ajutorul motocicletei conduse de civilul Cylde Vannatta.
Woerner a fost transportat la casa de pe Pine Avenue de către Vannatta; ajunși la fața locului, aceștia au fost întâmpinați cu focuri de armă, unul dintre ei fiind M.B. Mosher, polițistul cu care Shitara nu a reușit să intre în contact. Woerner însă l-a împușcat mortal și l-a rănit  pe fiul său Walter și pe Leonard Ruegg. 
Fiicele familiei Elduayen le-au mărturisit reporterilor și eventual în cadrul procesului că au fost forțate să-și schimbe pijamalele cu ușa deschisă și în timp de bărbații mascați hoinăreau prin propria lor casă. Când s-a ivit prima ocazie, acestea au fugit în câmpul de lucernă alături de mama lor.

### Ancheta legistă
O investigație legistă a fost realizată luni, 25 aprilie, în camera în care, conform declarației lui Shambeau, a avut loc planificarea raziei cu patru zile înainte.
William S. Coburn, Grand Goblin al Ku Klux Klan, a declarat că nu au existat membri din organizația sa în raidul din Inglewood. Conform afirmațiilor acestuia, el ar fi trecut prin zona din fața casei familiei Elduayen unde erau adunate grupurile și a strigat „cheamarea Grand Goblinului”, chemare care a rămas fără răspuns.
Coburn a declarat că dacă membrii Ku Klux Klan sau cei care vor să adere la organizație au organizat razia, atunci aceasta era una „neoficială”. Shambeau a mărturisit că a participat la o altă întâlnire în seara precedentă unde a fost planificat raidul. În verdictul său, juriul a concluzionat că o „adunătură mascată și înarmată ilegală, posibil instigată și condusă de membri KKK” au cauzat moartea lui Mosher.
Mosher a fost înmormântat în Cimitirul Inglewood Park pe 26 aprilie.

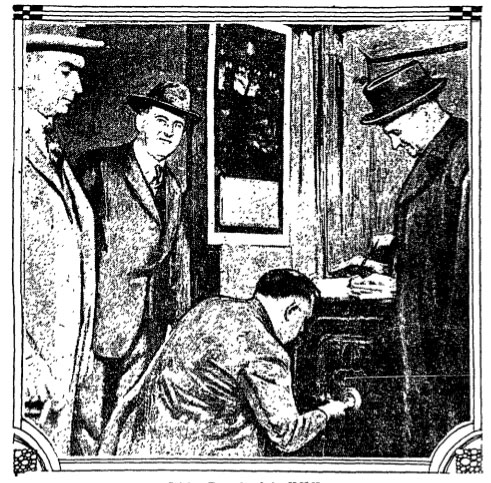
Secretarul C.R. Isham al Ku Klux Klanului din LA deschide un seif în prezența ofițerilor și a unui avocat. Los Angeles TImes

### Investigația
În după-amiaza zile de 25 aprilie 1922, în birourile Ku Klux Klan din Clădirea Haas de pe Strada 7 și Broadway, Los Angeles, Coburn a refuzat să-i înmâneze șerifului adjunct Eugene Biscailuz și detectivului Walter Hunter lista cu membri Ku Klux Klan. Cei doi ofițeri au plecat, însă au revenit cu un mandat de percheziție prin care îl obligau pe Coburn să deschidă seiful. Acesta a refuzat. Prin urmare, aceștia au chemat un lăcătuș și erau gata să îl spargă când Coburn s-a răzgândit. După ce a deschis seiful, înăuntru au descoperit chitanțe și scrisori de corespondență. Din birou au fost confiscate două robe brodate și un document cu nume.

### Rechizitoriu
După o lună în care au fost depuse 133 de declarații, un juriu format din 18 persoane a ajuns pe 7 iunie la concluzia că frații Elduayen au fost răpiți și închiși pe nedrept, iar Frank Woerner a fost acuzat de crimă cu premeditare. Din cei 37 de pârâți, doar Coburn și Price nu au recunoscut că au luat parte la razie. Au existat șase acuzații de tip „John Doe”. Și documentele obținute în urma perchezițiilor realizate în birourile lui Coburn au fost depuse la dosar. O mașină de scris utilizată în biroul Klanului din Los Angeles a fost prezentată.
În timpul audierilor, pârâtul Nathan A. Baker era internat la spitalul din comitat, fiind suspectat de crimă. Șeriful Traeger și adjunctul său, Eugene Biscailuz, au aflat că acesta plănuia să fugă din California și că era în pragul unei căderi mintale și nervoase.
Mai târziu, pe 15 august, s-a raportat că un document a fost furat în perioada investigației din biroul avocatului districtului și a ajuns în biroul lui Paul Barksdale D'Orr și A.L. Abrahams, avocați ai apărării. Avocatul Woolwine avea de gând să utilizeze documentul ca „declarație surpriză” în timpul procesului.

### FilieraLos Angeles Examiner
Donald Parker, fotograf al Los Angeles Examiner, prezent în timpul raidului, a declarat în fața juriului că era membru al Klanului de câteva luni, însă a părăsit organizația după 22 aprilie. R.B. Knickerbocker, jurnalist al LA Examiner, era și el prezent. Parker a menționat că a primit un „pont”, probabil din partea lui N.A.Baker, iar Knickerbocker a precizat că nu a reușit să scape, fiind pus sub supraveghere imediat ce a aflat de acțiunea ce avea să aibă loc.

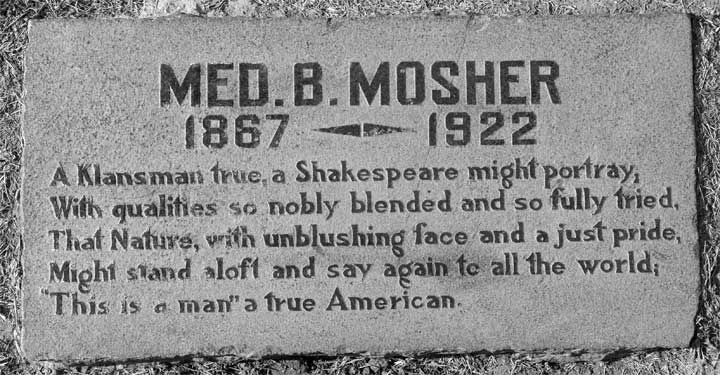
Placă memorială peste mormântul lui Medford M. Mosher în Cimitirul Inglewood Park.

Liderii viitoarei razii, declara Knickerbocker în cadrul procesului, și-au propus la Titan Garage să-i ofere un document scris care să confirme cele întâmplate, iar dacă el și Parker „vor fi corecți în redactarea poveștii”, le va fi permisă participarea la alte două activități organizate de Klan. Prima avea să fie o ieșire în public a membrilor Klanului în costumele specifice în vederea realizării unei donații publice către biserica orașului Culver, iar cea de-a doua avea să fie ungerea cu smoală și pene a unui afacerist cunoscut din Venice acuzat că a tratat necorespunzător o fată.

### Procesul
Procesul celor 37 a început pe 7 august 1992, cu judecătorul Houser prezindând și un juriu format din opt bărbați și patru femei. Pe 10 august, Nathan A. Baker, recunoscut drept lider al manevrei din 22 aprilie, a cedat, fiind „cuprins de o convulsie” în timpul mărturiei lui Bernanda Elduayen și a fost scos din sala tribunalului. Cazul său a fost în cele din urmă separat și dat uitării.
Avocații apărării au descris evenimentele din 22 aprilie drept „afacerea Inglewood” și au încercat să arate că polițistul Frank Woerner l-a împușcat pe Mosher fără să fie provocat și că familia Elduayen vindeau băuturi alcoolice; prin urmare, razie era justificată. Pârâtul Bryson a precizat că i s-a cerut să-l asiste pe ofițerul Mosher în raid și că el, Bryson, i-a făcut adjuncți pe câțiva dintre participanți pe drum către Pine Avenue. Acesta a mai precizat că a cumpărat whisky, brandy, vin și gin de la familia Elduayen înainte de inițierea acțiunilor. Sticlele de alcool au fost expuse juriului. Hamilton a declarat că Charles Casto, unul dintre reclamați, a stat de pază la ușa adolescentelor și că nimeni nu a intat în cameră în timp ce acestea se schimbau.
În pledoaria finală, procurorii au făcut apel la faptele prezente în dosar în timp ce avocații apărării au făcut apel la emoții pentru a influența juriul. Procurorul Turney „i-a caracterizat răspicat pe participanții la raid ca fiind o adunătură de oameni care au terorizat o mamă și pe cele două fiice ale sale”. D'Orr, avocat al apărării, a prezentat o imagine diferită a situației:

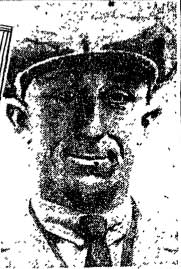
Blake E. Shambeau.Los Angeles Times

Polițistul Mosher a murit în timp ce apăra viața copiilor tăi și ai mei. A murit susținător al măreției legii... . Doamnelor și domnilor, orice om care și-a iubit tatăl, pe care îl vede în postura de executant al propriei datorii, protejând casa ta și a mea în fața criminalității, și care este împușcat de un om fără să-l fi provocat pe acesta, care vede focul de armă îndreptându-se spre sine și nu reacționează și încearcă să-l oprească pe agresor este nevrednic de numele unui cetățean american.

### Verdictul
După 5 ore de deliberare, juriul a oferit verdictul pe 26 august: nevinovați pentru toate capetele de acuzare. Când judecătorul Houser a suspendat curtea, pârâții au fugit cei din juriu pentru a-i saluta. Juriul a considerat că Klanul a acționat din patriotism. O parte din ei au intrat în biroul judecătorului Houser de unde au preluat numeroase postere și literatură pentru campania sa politică.

### Arestarea fraților Elduayen
Fidel Elduayen, 41, și Mathias, 31, au fost arestați pe 26 august 1922, de agenții guvernamentali care i-au acuzat de încălcarea Legii Volstead care reglementa fabricarea și vânzarea băuturilor alcoolice în Statele Unite. Acuzațiile au fost respinse pe 2 februarie 1924.

## Fracționarea Klanului
Pe 8 septembrie 1924, s-a raportat că mai mult de 25% din grupul KKK Inglewood - numit Med Mosher Klan No.1 - au părăsit organizația și au creat Reformed Order of Klansmen. Purtătorul de cuvânt Lloyd S. Sanderson și A.H. Van de Mark au acuzat administrația națională de despotism, luare de mită și activități antiamericane.
Afidavitul desprinderii de organizație a fost depus la Curtea Superioară pe 7 noiembrie 1924, de către Ray Mears din Ocean Park și Earnest M. Schultz din Venice, ambii foști pârâți în cazul Elduayen. Aceștia precizau, printre altele, că G.W.Price a fost prezent pe proprietatea familiei și le-a ordonat să „plece acasă și să-și țină gurile închise cu privire la cele întâmplate”.
Pe 20 februarie 1925, s-a raportat că „elementul Ku Klux Klan” din Inglewood susținea retragerea a cinci membri din consiliul local într-un atac la adresa lui O.O. Farmer din cauza muncitorilor care nu erau încă cetățeni americani.
Din 1931, o fracțiune din Klanul Inglewood cunoscută sub denumirea de „Loyalty Klan No. 25”, a contactat administrația comitatului în căutarea unor slujbe publice de 8 ore pe zi/cinci zile pe săptămână. Aceștia au cerut și eliminarea posibilității de angajare pentru soțiile, fiicele și fiii celor aflați în aceste poziții.

### Cărți
- Bryson, L.L., The Inglewood Raiders: Story of the Celebrated Ku Klux case at Los Angeles, and Speeches to the Jury, 1923, 71 pages, ISBN none.

### Ziare
- "Boy Tells How Raider Was Killed," Los Angeles Times, 24 aprilie 1922, section 1, page 1
- "King Kleagle Told Klan Head of Raid," Los Angeles Times, 24 aprilie 1922, section 1, page 1
- "Klan Heads to Testify at Inquest," Los Angeles Times, 25 aprilie 1922, section I, page 1
- "Plan Arrests in Mob Killing; Quick Action to Follow Inquest; Call Klan's Chief to Testify," Los Angeles Times, 25 aprilie 1922, section I, page 1
- "Charges Klan Led Mob," Los Angeles Times, 26 aprilie 1922, section 1, page 1
- "High Chief Disclaims Klan Guilt," Los Angeles Times, 26 aprilie 1922, section 1, page 2
- "Klan Members Here Known," Los Angeles Times, 26 aprilie 1922, section 1, page 1
- Otis M. Wiles, "Tense Minutes Mark Ku Klux Exposure," Los Angeles Times, 26 aprilie 1922, section 1, page 3
- "Two Hearst Employees Among Mob," Los Angeles Times, 26 aprilie 1922, section 1, page 1
- Otis M. Wiles, "Bury Klan Spirit With Constable; Inglewood Citizens Attend Funeral of Slain Man as Friends, Not Klansmen," Los Angeles Times, 27 aprilie 1922, section 1, page 2
- Sentries Guard Klan Conclave; Air of Deepest Secrecy Hovers Over First Meeting Since Inglewood Raid," Los Angeles Times, section 1, pages 1 and 2
- Warden Woolard, "Masked Mob Outrages Linked With Ku Klux by Inquiry; Kleagle's Story and Seized Papers Declared to Warrant Grand Jury Quiz and Arrests; Coburn, Price and Baker Questioned at District Attorney's Office; Seized Papers Report on Other Mob Raids; Conference of Superior Judges is Called to Consider Any Action by Grand Jury," Los Angeles Times, 28 aprilie 1922, section 1, pages 1 and 2
- "Crush Klan, Mushet Plea; Councilman Will Introduce Resolution Asking City, State and Nation to Battle 'Menace,' Los Angeles Times, 28 aprilie 1922, section 1, pages 1 and 2
- "Says 'There Was No Mob'; Reputed Leader of Klan Raiders Tells View; Says They Were Out to Clean Up the Bootleggers; Pick Holes in Statements of Constable and Baker," Los Angeles Times, 1 mai 1922, section 1, page 2
- A.M. Rochlen, "Raiders Are Known; Officials Learn Names of Score of Masked Mob; Ku Klux Chief Defends Klan; Members to Admit Part in Raid. He Declares; Expresses Confidence They Did No Wrong; Bail Deposited for Ruegg on Assault Charge," Los Angeles Times, 2 mai 1922, section I, pages 1 and 2
- Rochlen, "Action Against Klan Spreads Over State; Civil Officers Ousted; Antiklansmen Action Spreading Over State; Grand Jury Will Receive List of Inglewood Mob Members, Says Ku Klux Chief," Los Angeles Times, 3 mai 1922, section 1, pages 1 and 2
- Warden Woolard, "Raid Jap Club; Arrest Score; Expect Indictments in Ku Klux Quiz; Forty-eight Mob Members Confess to Inglewood Raid; Wholesale Indictments Expected Following Grand Jury Quiz of Ku Klux Activities; Grand Jury Organized for Ku Klux Inquiry; Investigation Plans Announced in Many Other Counties of Southern California," Los Angeles Times, 5 mai 1922, section 1, pages 1 and 2
- "Klan Members Are Indicted; Grand Jury at Bakersfield Goes After Three," Los Angeles Times, 6 mai 1922, section 2, page 1
- "Grand Goblin to Testify; Expect Jury to Dig Deep Into Klan Secrets in Connection with Inglewood Raid," Los Angeles Times, 8 mai 1922, section 2, page 1
- "Accuse Klan Raid Victims; Violation of Volstead Act Charge in Complaint Issued Against Elduayens; Face Each Other Across Grand Jury Table; Jail Asserted Cyclops," Los Angeles Times, section 2, pages 1 and 2
- "Klan Plan Is Blocked by Herron; Federal Prosecutor Denies Request for Warrants to Arrest the Elduayens; Tell of Their Parts in Inglewood Raid," Los Angeles Times, 10 mai 1922, section 1, page 2
- "Roster of Klan Reveals Names of Notables; Chief of Police and Sheriff Are Included but Both Declare They Resigned Long Ago; Five Men Tell Plans of Raid; Witnesses Volunteer to Go Before Grand Jury; Inside Story of Night's Work is Bared; Pastor of Negro Church is Fearful of Bomb," Los Angeles Times, 10 mai 1922, section 1, pages 1 and 2
- "Klansmen on Stand Prove Question Shy; Inquisitorial Body Fails to Get Full Facts of Inglewood Raid," Los Angeles Times, 11 mai 1922, section 1, pages 1 and 2
- "Klan Destroys Guard Records; Papers Mutilated to 'Cover Up' Activities; Asserted Tamperer Forced to Resign; Ku Klux Use of Armory Obtained by Ruse," Los Angeles Times, 13 mai 1922, section 2, pages 1 and 2
- "Round-Up of Ku Klux Klan Started; Hundred and Fifty Called to Testify Before Grand Jury," Los Angeles Times, 15 mai 1922, section 1, pages 1 and 2
- "Witnesses Hint Exposure Soon; Many Klan Members Ready to Confess Facts; 'Surprise' Testimony to be Given Jury Today; Texas Residents Present Woerner With Medal," Los Angeles Times, 17 mai 1922, section 2, pages 1 and 2
- "Club Women's Demand Fails; Raiders' Sympathizers Seek Arrest of Elduaynes; Polite Rebuff Ends Visit to Federal Official; Burke Refuses to Hamper Woolwine Inquiry," Los Angeles Times, 19 mai 1922, section 1, page 2
- "Coburn Is to Testify Upon Arrival Here," Los Angeles Times, 20 mai 1922, section 1, page 1
- "Inglewood Klan Raid His Topic; Kleagle Baker Defends Society's Acts in Speech at San Bernardino," Los Angeles Times, 22 mai 1922, section 1, page 2
- "Klan Witnesses to Be Recalled; Second Phase of Grand Jury Quiz Begins; Citation of Asserted Member May be Requested; Prosecutor Again Refuses to Return Seized Records ," Los Angeles Times, 23 mai 1922, section 2, page 7
- "Klan's State Head Testifies; King Kleagle Tells Grand Jury About Raid, Denies Ku Klux Responsible for Mob's Action; Witness, Formerly Silent, Persuaded to Talk," Los Angeles Times, 24 mai 1922, section 2, page 5
- "Ku Klux Quiz Is Nearing End; Inquiry into Inglewood Raid Drawing to Close; Grand Jury Has Nearly All Facts It Sought; King Kleagle is Once More Denied Office Records," Los Angeles Times, 25 mai 1922, section 2, page 7
- "Klan's Leaders Move to Block Prosecution; Mysterious Visitor From Imperial Palace Here to Oust All Kleagles Is Report," Los Angeles Times, 26 mai 1922, section 2, page 1
- "Quiz on Klan Acts Widened; Bakersfield, Arizona Cases May Figure Here; Evidence Taken will be Laid Before Jury; Report Coburn is in Texas Unconfirmed," Los Angeles Times, 1 iunie 1922, section 2, page 8
- "Criswell's Application to Join Klan Forged? President of City Council Declares he Never Signed Document Found by Authorities; Baker Arrested; Is This the Signature of City Council's President? Ordered Held to Bar Flight," Los Angeles Times, 6 iunie 1922, section 2, pages 1 and 5
- "History of Klan Quiz" (recapitulation of the Inglewood event from the beginning), Los Angeles Times, 8 iunie 1922, section 1, page 5
- "Unable to Find Coburn in Atlanta; Indicted ex-Grand Goblin Cannot be Located; Price Returning for Trial," Los Angeles Times, 8 iunie 1922, section 1, page 1
- "Kleagle of Klan to Be Arraigned; Nathan A. Baker, Confessed Inglewood RaidLeader, Faces Court Today," Los Angeles Times, 9 iunie 1922, section 2, pages 1 and 2
- "Grand Goblin Coming Back; Former Head of Local Klan to Face Charges; Announcement is Made by Atlanta Chief; Another Report Has It He Will Resist Warrant," Los Angeles Times, 11 iunie 1922, section 1, page 6
- A.M. Rochlen, "Oust Ku Klux Wizard, Klan to Clean House; King Kleagle Price Is Strong for Law Observance Will Stop 'Rough Stuff," Los Angeles Times, 13 iunie 1922, section 2, page 1
- "Prevents Split in Ku Klux; Inglewood Raiders Vote Confidence in Kleagle Nathan A. Baker," Los Angeles Times, 14 iunie 1922, section 2, page 1
- "Baker Splits Ku Klux Ranks; Kleagle Makes Switch in Attorneys; Action Believed Outcome of Klan Quarrel; Council Passes Anti-Disguise Ordinance," Los Angeles Times, 15 iunie 1922, section 2, page 1
- "Ku Klux Desert Kleagle Baker; Action of Klansmen Keeps Official in Jail; Refuse to Put Up Reduced Bail for Leader; Personal Friends Must Come to His Rescue," Los Angeles Times, 16 iunie 1922. section 2, pages 1 and 2
- "Report on Klan Quiz Withheld; Findings of Grand Jury Are Kept Secret; Suppressed by Court Order to Insure Fair Trial; Censure Would Prejudice Cases, Says Judge," Los Angeles Times, 17 iunie 1922, section 2, pages 1 and 2
- Coburn Is Indignant; Klan Chief Hits Members Here; Declares 'Traitors' Double Crossed Him and Must Answer to Him; Grand Goblin in El Paso on Way to Los Angeles to Face Charges," Los Angeles Times, 18 iunie 1922, section 2, pages 1 and 2
- "Coburn Is On Way Here," Los Angeles Times, 19 iunie 1922, section 2, page 1
- Double Klansmen's Bonds; Coburn Free on Bail; Former Grand Goblin Pleads Not Guilty; Judge's Action Surprise to Members of Hooded Order," Los Angeles Times, 20 iunie 1922, section 2, pages 1 and 2
- "Kleagle Baker Freed on Bail; Five Thousand Dollars in Cash is Deposited; Money Reported Ready for Increased Bonds; Released Mob Leader is Taken to His Home," Los Angeles Times, 21 iunie 1922, section 2, page 2
- "Klan Lawyer Begins Work; Grand Jury Transcripts of Inglewood Raid Given D'Orr," Los Angeles Times, 6 iulie 1922, section 2, page 3
- "Preparing Inglewood Klan Case; District Attorney's Men Make Pictures and Maps for Trial," Los Angeles Times, 28 iulie 1922, section 2, page 5
- "Eyes of Nation Focused on Trial of Klansmen; Supremacy of Duly Constituted Government Held at Stake; Case Begins Tomorrow" (recapitulation of case), Los Angeles Times, 6 august 1922, section 2, pages 1 and 11
- "Inglewood Trial Opens; Woolwine Plans to Aid," Los Angeles Times, 8 august 1922, section 2, pages 1, 7, and 12
- Delay in Klan Trial Unlikely; Sick Kleagle Will Not Halt Proceedings Long; Monday Fixed for Resuming if Illness is Serious; Diagnosis Indicates Baker Out for Ninety Days," Los Angeles Times, 12 august 1922, section 1, pages 1 and 10
- "State Bolsters Case Against 'Night Riders'; Witness Tells of Klan Gathering on Night Preceding Raid to Lay Plans for Attack," Los Angeles Times, 15 august 1922, section 2, pages 1 and 5
- "Grand jury Inquiry of Klan Evidence Theft; Doran Orders Quiz as Spy System is Suspected After Papers on Raid Are Stolen," Los Angeles Times, 16 august 1922, section 2, pages 1 and 5
- "Tells Plan for Venice and Culver City Raids; Inglewood Case Witness Declares Klan Was to Tar and Feather Beach City Resident," Los Angeles Times, 17 august 1922, section 2, pages 1 and 5
- "Seek Release of Klansmen; Attorneys Ask Freedom for Coburn, Price; Court Takes Motion Under Advisement; Dismiss Indictment Against Film Man," Los Angeles Times, 19 august 1922, section 2, pages 1 and 3
- "State Scores Twice in Klansmen's Trial; Court Rules Out Defense Motion for Release from Custody of Coburn and Price," Los Angeles Times, 22 august 1922, section 2, pages 1 and 9
- "Mosher Tells Story of Raid; Son of Slain Constable Put on Witness Stand; Relates How Father Fell in Rain of Bullets; Defense Seeks to Prove Klan Not Responsible," Los Angeles Times, 23 august 1922, section 2, pages 1 and 2
- "Bootlegging Trade Aired; Exposure Made in Trial of Ku Klux Klan; Witnesses Say Liquor Was Sold in Inglewood; Character of Elduayens Argued in Case," Los Angeles Times, 24 august 1922, section 2, pages 1 and 12
- "Klan Victims Under Arrest; Elduayens Charged With Dry Law Violation; Action Climaxes Acquittal of Night Riders; Brothers Found on Ranch Near Inglewood," Los Angeles Times, 27 august 1922, section 4, page 12
- "Elduayens Put Up Bonds on Liquor Charge," Los Angeles Times, 29 august 1922, section 2, page 1
- "Inglewood Klan Tragedy Figure Is Sued by Wife," Los Angeles Times, 3 iulie 1923, section 2, page 2
- "Cause of Noted Klan Attack in Federal Court,: Los Angeles Times, 3 februarie 1924, section F, page 15
- "New Rebellion in Klan; More Than 25 Per Cent of Inglewood Body Revolt and Reorganize; Flay Invisible Empire," Los Angeles Times, 8 septembrie 1924, page A-1
- "Crimes Are Charged to Leader of Klan Here; Intimidation and Blackmail Plot Laid to Price; Sweeping Denial Made as Case Is Continued," Los Angeles Times, 18 noiembrie 1924, page A-1
- "Elduayen Case Is Dismissed," Los Angeles Times, 12 decembrie 1924, page 6.